# Università di Lubiana
L'Università di Lubiana (abbreviata UL; in sloveno Univerza v Ljubljani; in latino Universitas Labacensis) è la prima e più grande università della Slovenia, con circa 37.874 studenti.
Fondata nel 1919, conta attualmente 26 facoltà, 3 accademie d'arte ed un collegio con un totale di circa 6.093 impiegati.
Si affaccia presso piazza del Congresso.

## Storia
Certe facoltà (come filosofia e teologia) esistevano a Lubiana già nel XVII secolo come forma di educazione superiore impartita dai Gesuiti. L'università come tale, viene invece fondata con il nome di Écoles centrales nel 1810 dall'amministrazione del Primo Impero francese, quando i territori corrispondenti all'attuale Slovenia vengono a far parte delle Province illiriche. Nel 1813, con il ritorno della regione al controllo del governo austriaco, l'università viene abolita.
Per tutto l'Ottocento sono numerose e sempre più insistenti le pressioni sull'Impero austriaco affinché si potesse avere l'apertura di una università in lingua slovena. Con la fine della prima guerra mondiale si creano le condizioni per l'apertura di una università slovena. Il 23 novembre 1918 si tiene il primo incontro per la fondazione della nuova università. Nell'agosto del 1919 viene nominato il primo professore, il 18 settembre viene fondato il Consiglio universitario, mentre le prime lezioni vengono tenute a partire dal 3 dicembre dello stesso anno.